# Balance de Deleuil
Pour les articles homonymes, voir balance.

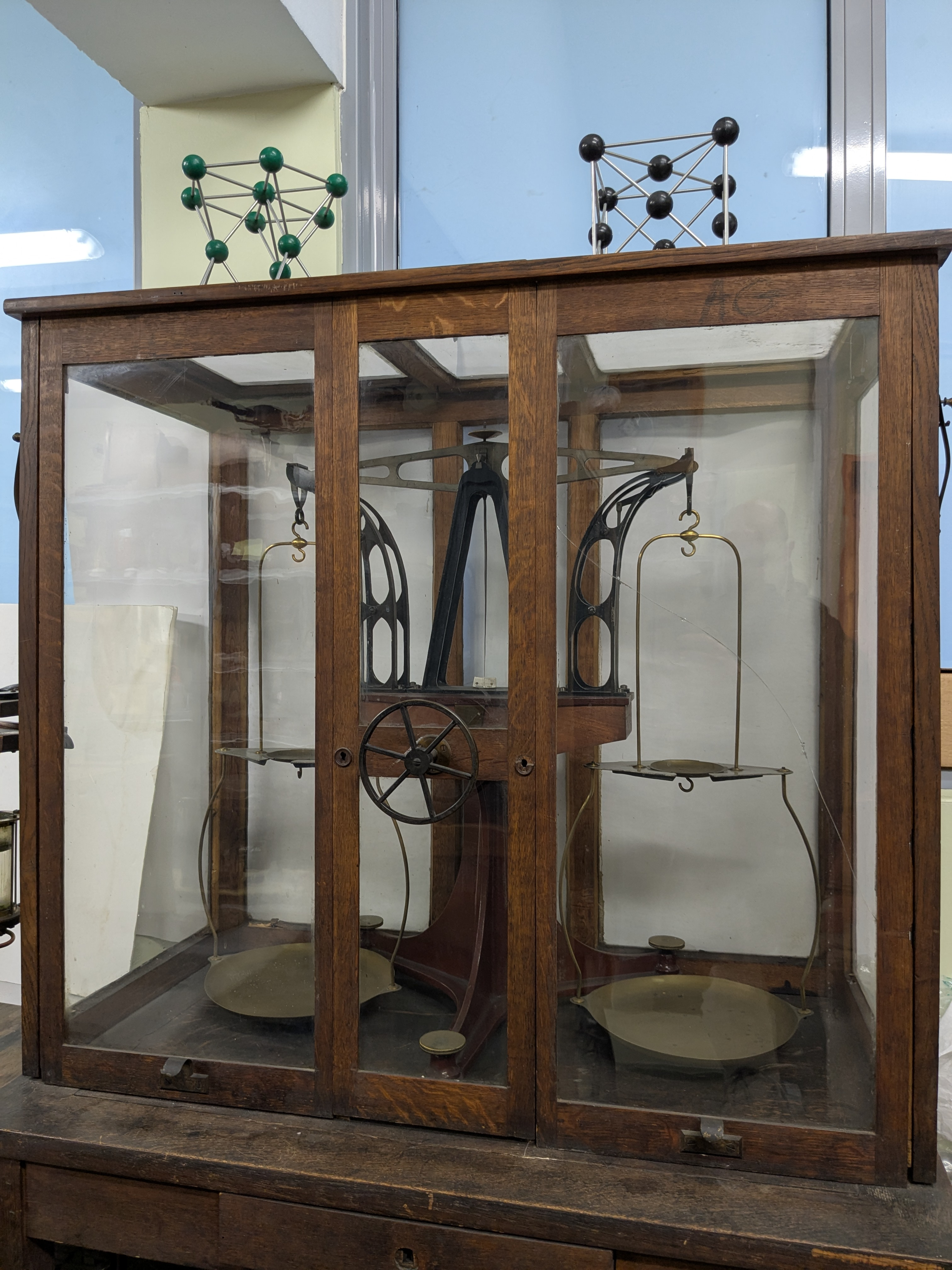
Une balance de précision de Deleuil.

La balance de Deleuil est une balance d'une très grande sensibilité : alors que chaque plateau est chargé d'un poids étalon de 3 kg, elle est sensible à l'ajout d'un poids de 5 mg sur l'un des plateaux.
Elle doit son nom à son inventeur éponyme : Louis-Joseph Deleuil (1795-1862).

## Pour approfondir